# Obernwöhren
Obernwöhren ist ein Ortsteil der Stadt Stadthagen im niedersächsischen Landkreis Schaumburg. Zum Ort gehört Habrihausen.

## Lage
Der Ort liegt südöstlich des Kernortes Stadthagen. Am südlichen Ortsrand verläuft die Landesstraße L 447, nordwestlich verläuft die B 65. 

## Geschichte

### Eingemeindung
Am 1. März 1974 wurde Obernwöhren gemeinsam mit weiteren Umlandgemeinden in die Kreisstadt Stadthagen eingegliedert.

## Sehenswürdigkeiten
In der Liste der Baudenkmale in Stadthagen sind für Obernwöhren keine Baudenkmale aufgeführt.